# Amtmandens døtre
Amtmandens døtre, senare Reis kjerringa, var en feministisk musikgrupp från Oslo som bildades 1974.
Musiken var visbetonad med inspiration av folkmusik, pop, rock och jazz. På deras enda egna musikalbum, Reis kjerringa! (MAI, 1975), medverkade följande medlemmar (samtliga även på sång):  Bente Geving (mandolin, percussion), Kjersti Martinsen (ukulele, banjo, gitarr, mungiga, percussion), Hege Rimestad (fiol, gitarr), Nina Badendyck (gitarr, flöjt, piano, trumpet, mungiga, congas), Mette Grindstad (flöjt, percussion), Tina Austad (kontrabas) och Ruth Eckhoff (piano, congas). I tre låtar medverkade även Jon Christensen (trummor). År 1978 hade gruppens namn ändrats till Reis kjerringa.
På albumet Reis kjerringa! finns bland annat coverversioner av Nationalteaterns "Hanna från Arlöv" ("Anna fra Kløfta"), Margareta Garpes, Suzanne Ostens och Gunnar Edanders "Kärlekssång till en kvinna på 50 år" ("Kjærleikssong til ei kvinne på 50 år") och Trilles "Sangen om Brit" ("Visa om Britt").